# Palazzo dei Della Tosa
Il palazzo dei Della Tosa era un edificio civile del centro storico di Firenze, situato in piazza dei Tosinghi, dove poi sorse il Ghetto ebraico. Riconosciuto come uno dei più grandi palazzi privati della città nella sua epoca, venne distrutto nel 1248 durante una rappresaglia contro le famiglie guelfe.

## Storia e descrizione
Ricordato dal Villani e dal Malispini, il palazzo della Tosa, detto anche semplicemente "il palagio", era famoso per la sua importanza e magnificenza. Non si sa esattamente dove fosse, ma è verosimile che si trovasse nella corte della famiglia in Mercato Vecchio, dove la famiglia nel 1427 aveva ancora possedimenti e una loggia. Questa corte, con la creazione del Ghetto (1571) divenne la piazza della Fonte, il cuore del Ghetto Vecchio con un pozzo che serviva tutta la comunità ebraica. 
Dalle descrizioni del palazzo sappiamo che era alto novanta braccia fiorentine (circa 52 metri), con una torre alta centotrenta braccia (76 metri circa) e che fosse decorato da colonnine. In base a questa descrizione, nel 1780 Francesco Maria Soldani ne disegnò un'illustrazione, con loggiati in facciata e lungo la torre che ricordano i monumenti del romanico pisano. 
Il palazzo, forse troppo vistoso da creare invidia nelle famiglie rivali, venne raso al suolo nel 1248, quando l'arrivo in città di Federico di Antiochia, figlio dell'imperatore Federico II di Svevia, diede forza alle famiglie ghibelline, radunate attorno alla famiglia degli Uberti, costringendo molti guelfi a fuggire dalla città e lasciare i propri beni incustoditi, compresi i della Tosa. 